# Taima (groupe)
Taima était le nom d'un duo musical folk formé de la chanteuse inuk Elisapie Isaac et du musicien Alain Auger. En inuktitut, le nom Taima signifie « Assez ! C’est terminé. Passons à autre chose ».

## La rencontre entre Elisapie et Alain
Elisapie Isaac et Alain Auger se rencontrent à Montréal, en juillet 2000. Lors d'une exposition de photos sur le Grand Nord, ils sont dans la même pièce mais ne se connaissent pas.  Ils se rencontrent par l’intermédiaire d’une connaissance commune. Des mains se serrent, des yeux se croisent, les noms sont échangés et on en reste là. Deux rencontres ultérieures viendront souder une amitié artistique qui a cru par la suite. La voix d’Élisapie frappe Alain en plein cœur. Il se dit qu’il vient enfin de trouver la personne qu’il cherche depuis longtemps. Même impression du côté d’Élisapie quand elle entend les musiques d’Alain. Dès lors, ils se mettent au travail, composent et enregistrent une dizaine de maquettes de ce qui sera le premier album de TAIMA (anciennement appelé TAIMA Project).

## Premières apparitions publiques
Le 21 février 2003, dans le cadre de la Bourse Rideau, le duo remporte le prix Amériques Création-Diffusion remis par l'Office Québec-Amériques pour la jeunesse. Le 24 avril, ils participent au concert-bénéfice Arménie-Vie au Lion d'Or en compagnie de Lousnak, Lhasa De Sela, La Bottine Souriante, Yann Perreau et de plusieurs autres. Ils se font également remarquer le 20 mai lors d’une prestation au Sénat du Canada dans le cadre de la cérémonie d’ouverture de la Semaine de sensibilisation aux Cultures Autochtones. À l’été 2003, TAIMA présente son répertoire au Calgary Folk Festival et divertit le public du Tall Ship Festival de Chicago après avoir reçu une invitation spéciale du Consulat Général du Canada à Chicago. En janvier 2004, c’est le début de l’aventure européenne avec une participation à la première édition du festival Les Déferlantes de Pralognan-La-Valoise en France. Pendant l’été 2004, Taima prend part à la 13e édition du Festival indigène international de Riddu-Riddu à Manndalen à Kåfjord en Norvège et s’inscrit dans la programmation officielle du Festival de Glastonbury (Angleterre) pour trois concerts, dont un sur le fameux Pyramide Stage.

## L'album de Taima
Le premier album du groupe paraît le 24 février 2004 sur étiquette Foulespin Musique (Yann Perreau). Entièrement réalisé et enregistré par Michel Pépin au studio Frisson à Montréal, entre juin et décembre 2003, TAIMA nous offre onze chansons qui touchent et qui font vibrer l’âme, le cœur et l’esprit. Onze univers qui voyagent entre la glace et le feu en passant par toutes les nuances que cela peut comporter, le tout dans une atmosphère tantôt planante (Remaining For You), charnelle (Ilunnut), sensuelle (Nalligigumavagit), et par moments abrasive (So You Say, Hard To Be). Les thèmes abordés sont introspectifs et touchent de près ou de loin les relations entre hommes et femmes, parents et enfants, Blancs et Autochtones, humain et nature, chaud et froid.
Depuis sa sortie, l’album éponyme de Taima s’est vendu à plus de 20 000 exemplaires et a permis au groupe de se faire connaître aux yeux du public et d’être encensé par la critique. En plus d’obtenir en octobre 2004 une nomination au Gala de l'Adisq dans la catégorie Artiste s’étant le plus illustré dans une autre langue que le français, Taima est consacré Meilleur Album Folk de l’année, reçoit un prix pour la Pochette de disque de l’année et obtient une nomination dans la catégorie Meilleur album de l’année en novembre 2004 au Canadian Aboriginal Music Awards. En avril 2005, Taima sort grand vainqueur de la cérémonie des Juno 2005 en remportant le titre de l’Album autochtone de l’année devant leur modèle Florent Vollant, artiste montagnais reconnu. De ce premier répertoire, deux vidéoclips ont également été créés, Innutulunga (novembre 2004) du prolifique Robin Aubert et tout récemment Inuusivunga (octobre 2005) avec la collaboration de Aviva Communications (David LaHaye). On peut également entendre Ilunnut dans la production cinématographique québécoise de Robin Aubert, Saint-Martyr-des-Damnés (Septembre 2005).